# 香美町立香住第二中学校
香美町立香住第二中学校（かみちょうりつ かすみだいにちゅうがっこう）は、兵庫県美方郡香美町香住区に所在した中学校である。通称「二中」。全校生徒は100人に満たない。また日本海に隣接しており、地域との交流も佐津駅の清掃活動を行うなどと盛んであった。

## 沿革
出典
- 1947年（昭和22年）4月22日 - 城崎郡学校組合立佐津中学校を創立、佐津中学校は佐津小に、分校として柴山小と奥佐津小を借りてのスタート。
- 1952年（昭和27年）10月22日 - 新校舎を現在の位置に設立し、柴山、奥佐津分校を統合し、統合して再スタート。
- 1955年（昭和30年）3月25日 - 町村合併により、城崎郡香住町立佐津中学校と改称。
- 1956年（昭和31年）4月1日 - 香住町立香住第二中学校と改称。私立柴山中学校が香住第一中学校へ統合、同校の柴山分校となり柴山校区を分離する。
- 1960年（昭和35年）11月 - 校歌制定。
- 1994年（平成6年）3月4日 - 新校舎改築竣工式。
- 2005年（平成17年）4月1日 - 香住町・村岡町・美方町が合併し、香美町発足に伴い香美町立香住第二中学校と改称。
- 2021年（令和3年）3月31日 - 香美町立香住第一中学校に統合により廃校

## 部活動

### 運動部
- 卓球部（男子）
- バレーボール部（女子）

## 主な行事
- 4月 - 入学式、始学式、家庭訪問
- 5月 - 遠足（1、2年生）、修学旅行（3年生）
- 6月 - トライやる・ウィーク
- 9月 - 体育祭
- 10月 - 校内弁論大会、校内マラソン大会
- 11月 - 文化祭
- 1月 - カルタ大会
- 2月 - スキー教室（1、2年生）
- 3月 - 三年生を送る会、卒業式

## 過去の功績
- 平成15年度教育美術振興会長賞
- 平成16年度教育美術特賞
- 平成18年度文部科学大臣賞

## 校区
- 香美町立佐津小学校
- 香美町立奥佐津小学校

## アクセス
- JR山陰本線 佐津駅前